# 阿塞拜疆足球甲級聯賽
阿塞拜疆足球甲級聯賽（Azerbaijan First Division）是阿塞拜疆足球協會舉辦的職業足球聯賽，阿塞拜疆足球甲級聯賽一共有 10 支角逐，是阿塞拜疆足球系統第二級別足球聯賽。

## 外部連結
-  AFFA （页面存档备份，存于）
-  PFL （页面存档备份，存于）